# Patricia Navidad
Ana Patricia Navidad Lara, nota come Patricia Navidad (Culiacán, 20 maggio 1973), è un'attrice e cantante messicana.

## Discografia
- 1998 - Instantes
- 1999 - Paty Navidad
- 2000 - Patricia Navidad
- 2008 - Urge

## Filmografia parziale

### Serie TV e telenovelas
- María Mercedes (1992-1993)
- Marimar (1994)
- Amanti (Cañaveral de Pasiones) (1996)
- Ángela (1998-1999)
- El Manantial (2001-2002)
- Las Vías del Amor (2002-2003)
- Mariana de la Noche (2003-2004)
- La Fea Más Bella (2006-2007)
- Mujeres asesinas (2009)
- Juro Que Te Amo (2008-2009)
- Zacatillo, un lugar en tu corazón (2010)
- Por ella soy Eva (2012)
- Como dice el dicho (2013-2014)